# Ettendorf bei Stainz
Ettendorf bei Stainz ist eine Ortschaft in der Marktgemeinde Stainz in der Steiermark.
Die Ortschaft Ettendorf, die neben dem Dorf selbst auch aus den Rotten Georgiberg und Kummerdorf besteht, liegt auf einem Riedel des Weststeirischen Riedellandes. Knapp südlich des Ortes verläuft die Richtfunkstrecke Mellachberg–Steinschneider am verbauten Gebiet vorbei.

## Geschichte
Das früheste Schriftzeugnis ist von 1160 und lautet „Eppendorf“. Der Name geht auf den althochdeutschen Personennamen Eppo zurück.
Aufsehen erregte im Sommer 1935 der Mord an einem 15-jährigen Dienstmädchen, das bei einem Sägewerksbesitzer arbeitete. Das Mädchen war auf dem Weg von Ettendorf nach Stallhof mit einem Burschen zusammengetroffen, von ihm lange beredet und schließlich weggeführt worden. Das war beobachtet worden, der 26-jährige bereits wegen anderer Taten vorbestrafte Knecht wurde verhaftet und zum Tode durch den Strang verurteilt.